# アグリバンク
アグリバンク（ベトナム語：Ngân hàng Nông nghiệp và Phát triển Nông thôn Việt Nam / 銀行農業吧發展農村越南, 英語：Vietnam Bank for Agriculture and Rural Development）あるいはベトナム農業農村開発銀行は、ベトナムの国営銀行で、最大の商業銀行。

## 概要
1988年3月26日設立。本店はハノイにある。当初は農村部や農業部門の開発を目的として、ベトナムの中央銀行であるState Bank of Vietnamの代理ネットワークとしてVietnam Bank for Agricultural Developmentの名で設立された。1990年11月14日に首相の決定により、英語の名称がVietnam Bank for Agricultureに変更され、1996年11月15日に現在の英語名称に再変更された。
2019年8月15日、ベトナム政府はアグリバンクを含む国有企業93社の株式を2020年末までに一部売却する方針を示した。

## 関連会社
- アグリバンク証券 (AGRIBANK SECURITIES JOINT STOCK CORPORATION)